# Vieux calvaire de Plévenon
Calvaire de la Roche au Cygron
Le vieux calvaire, ou Calvaire de la Roche au Cygron, est situé à Plévenon en France.

## Localisation
Le Calvaire de la Roche au Cygron est située sur la commune de Plévenon, dans le département des Côtes-d'Armor en région Bretagne.

## Description
Calvaire roman aux deux faces supérieures sculptées.

## Historique
Le calvaire  est inscrit au titre des monuments historiques par arrêté du 21 décembre 1925.